# アメリカン・パイ (漫画)
『アメリカン・パイ』は、萩尾望都による日本の漫画作品。漫画雑誌『月刊プリンセス』（秋田書店）にて1976年2月号、3月号に掲載された。アメリカのマイアミを舞台に、バンドのシンガーと自分の死が近いことを悟っている少女との交流を描いた短編。
2003年に、宝塚歌劇団・雪組によってミュージカル化されている。

## ストーリー
マイアミで暮らすグラン・パは、あまり売れていないバンドのシンガーだが、気心の知れた仲間たちとともに気楽に過ごしている。ある日、浮浪児のような姿で1人ふらりとやってきた少女リューと出会い、居候させることになる。リューは自分のことは何も語ろうとせず、なんとなく微笑（ほほえ）みを浮かべ、いつもドン・マクリーンの「アメリカン・パイ」を口ずさんでいる。そんなリューの様子が気になるグラン・パは、リューを自分のステージに上げ、好きなように歌わせてみると、リューは生まれ育ったボルドーのぶどう畑の情景を朗々と歌いだした。ある日のことグラン・パは、実はリューが不治の病に冒され余命幾ばくもないことを知る。

## 登場人物
グラン・パ
長髪のバンドのシンガー。ルックスには恵まれないが、音楽に関しては良いセンスを持っている。生まれてからずっとマイアミ暮らしで、大変世話好きの性格。
リュー（リュシェンヌ・クレー）
フランスのボルドーから1人家を出てはるばるマイアミにたどり着いた、見た目は少年のような少女。いつもドン・マクリーンの「アメリカン・パイ」を口ずさんでいる。
ローダ
ライブハウスの売店の店員で、グラン・パがひそかに憧れている美女。
ジャクスン
グラン・パとは別のバンドで活動するミュージシャン。リューの歌の才能に目をつけ、自分のバンドに引き入れる。
ネイズ
グラン・パのバンドのリードギタリストだったが、ジャクスンのバンドに移る。ルックスが良く、いつも女の子の声援を集めている。
ウィースバード先生
リューの主治医。休暇でマイアミを訪れ、行方知れずになっていたリューと偶然再会する。
クレー夫妻
ボルドーに住むリューの両親。ウィースバード先生から娘がマイアミにいることを聞き、訪ねてくる。